# SNRPG
SNRPG‏ (Small nuclear ribonucleoprotein polypeptide G) هوَ بروتين يُشَفر بواسطة جين SNRPG في الإنسان.